# Cœur de gueux
Cœur de gueux (titre italien : Cuor di vagabondo) est un film franco-italien réalisé par Jean Epstein et sorti en 1936.

## Synopsis
Après un malentendu avec une parfumeuse qu'il aimait, un jeune homme riche décide de s’enfuir en compagnie d'une troupe de cirque.

## Fiche technique
- Réalisation : Jean Epstein
- Scénario : Alfred Machard, Giovanni Seyta d'après le film Le Cœur des gueux d'Alfred Machin et Henry Wulschleger
- Adaptation : Jean Epstein
- Musique : Jean Lenoir, Jacques Dallin
- Montage : Giacinto Solito
- Format : Noir et blanc — 35 mm — 1,37:1 — Son mono
- Genre :  Drame
- Date de sortie : 
  - France : 2 avril 1936

## Distribution
- Ermete Zacconi : Babblo Larue
- Madeleine Renaud : Claudia
- Fosco Giachetti : Giovanni
- Jacky Vilmont : Clo-Clo
- Pedro Elviro : Pagliaccio Prospero
- Charles Deschamps
- Simone Rouvière
- Violette Napierska